# Ravana

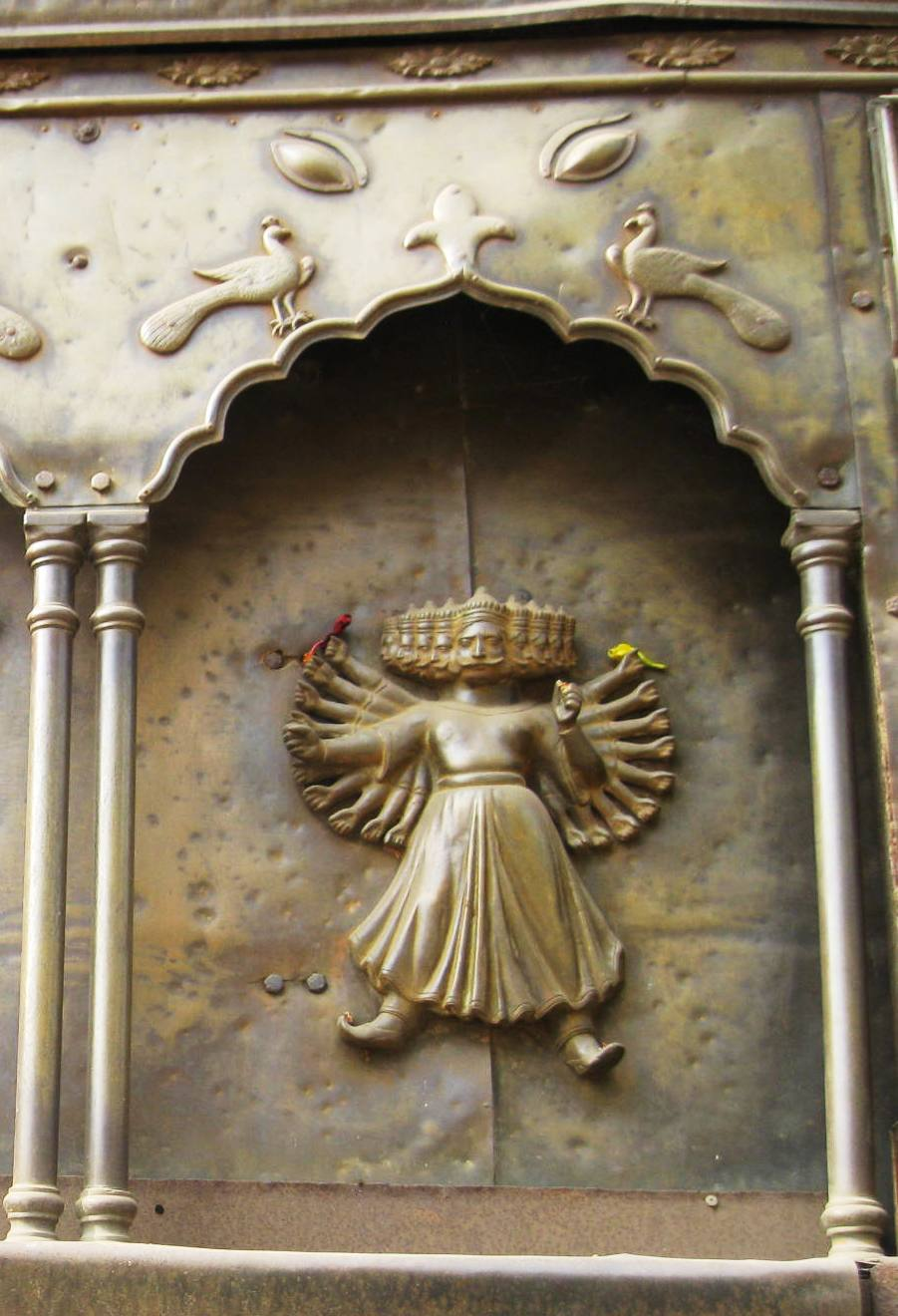
Ravana pe un car de alamă, Searsole Rajbari, Bengalul de Vest, India.

Ravana (pronunțându-se ˈrɑːvənə și scriindu-se în sanscrită: रावण) este antagonistul principal din Ramayana, el fiind descris ca un conducător al demonilor Rakshasa și rege al Lankăi.
Chiar dacă zeul Rama s-a răzbunat pe el și l-a învins pentru ca i-a răpit soția, pe Sita, este singurul demon rakshasa (energii albastre) drag zeului Shiva,căruia i-a compus un poem pe nume Shiva Tandava Strotram. Pentru aceasta odă, Shiva i-a dăruit nemurirea. Ramа̄ (Prima Conștiința Christica) a omorât un demon de-al lui Ravana care era similar în Ayudia.